# (23892) 1998 SH49
1998 أس إتش 49 (ويعرف أيضًا باسم (23892) 1998 أس إتش 49 وفق تسمية الكوكب الصغير) (بالإنجليزية: 1998 SH49)‏ هو كويكب ضمن حزام الكويكبات؛ وترتيبه 23892 من حيث الاكتشاف.
اكتُشف هذا الجُرم الفلكي بواسطة Thierry Pauwels ‏ في 23 سبتمبر 1998.

## وصلات خارجية
- (23892) 1998 SH49 في قاعدة بيانات مختبر الدفع النفاث لأجرام النظام الشمسي الصغيرة

- الاكتشاف · مخطط المدار ·  العناصر المدارية · المعلمات المادية

- (23892) 1998 SH49 على موقع ويكي سكاي: DSS2, SDSS, GALEX, IRAS, Hydrogen α, X-Ray, Astrophoto, Sky Map, Articles and images